# Felix-Nussbaum-Haus
Het Felix-Nussbaum-Haus is een museum in de Duitse stad Osnabrück (Nedersaksen). Het is gewijd aan het werk van de Duitse kunstschilder Felix Nussbaum (1904-1944), die in Osnabrück werd geboren.

## Beschrijving

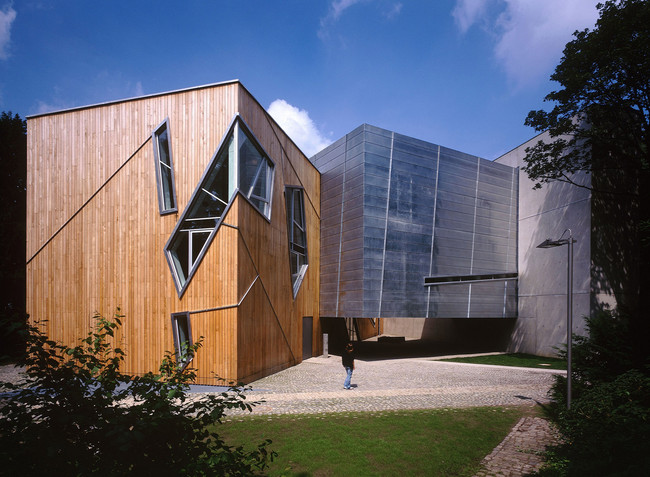
Het Felix-Nussbaum-Haus in 1998

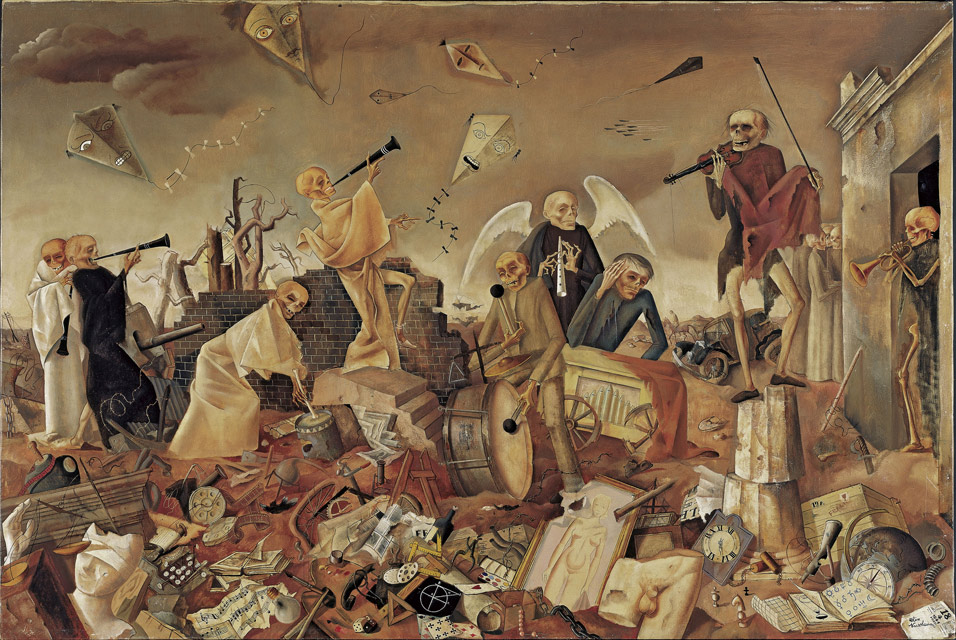
Triomf van de dood (De geraamten spelen ten dans)

Aan de bouw van het Felix-Nussbaum-Haus, dat deel uitmaakt van het Osnabrücker Kulturgeschichtliches Museum, ligt een initiatief ten grondslag van Augustes Moses-Nussbaum, een nicht van de schilder. Vanaf 1970 zette zij zich in voor de opsporing en teruggave aan de rechtmatige eigenaren van de werken van de joodse Nussbaum, die na diens deportatie naar Auschwitz in 1944 waren achtergebleven in zijn woonplaats Brussel. Dit leidde ertoe, dat ruim 100 schilderijen van zijn hand naar Osnabrück werden overgebracht. Later werd de verzameling met steun van de stad Osnabrück uitgebreid tot meer dan 200 werken. De Sammlung Felix Nussbaum werd in 1994 aangekocht door de Niedersächsische Sparkassenstiftung, die de collectie sindsdien samen met de stad Osnabrück beheert.
Voor de tentoonstelling van de verzameling werd in 1995 een prijsvraag uitgeschreven voor de bouw van een nieuw museum. Deze werd gewonnen door de Amerikaanse architect Daniel Libeskind (1946), zelf een zoon van Holocaust-overlevenden. De jury roemde het feit dat Libeskind het pand niet als een ondergeschikte aanbouw van het Kulturgeschichtliches Museum had ontworpen, maar in een "zelfstandige samenhang, die conceptueel tracht het leven en werk van Felix Nussbaum te verruimtelijken". Het gebouw, dat Libeskind zelf een "Museum ohne Ausgang" noemde, werd op 16 juli 1998 geopend. In 2011 werd het pand uitgebreid, opnieuw naar een ontwerp van Libeskind.
In het Felix-Nussbaum-Haus worden tevens geregeld wisseltentoonstellingen georganiseerd, waarbij werk van andere kunstenaars wordt geëxposeerd.